# Jean Varraud
Jean Varraud (* 1921; † 24. Juni 2006) war ein französischer Fußballspieler. In seiner späteren Rolle als Talentscout entdeckte er den dreimaligen Weltfußballer Zinédine Zidane.

## Spielerkarriere
Varrauds Laufbahn als Aktiver im Profifußball war von kurzer Dauer. Am 3. Oktober 1937 debütierte der damals 16-Jährige für die AS Saint-Étienne bei einer Partie gegen den FC Toulouse in der zweiten französischen Liga, was zugleich seine einzige blieb. Dazu bestritt er im Lauf derselben Saison zwei Begegnungen im nationalen Pokalwettbewerb. Den Durchbruch im Team von Saint-Étienne schaffte der Jugendliche anschließend nicht, sodass er seine Profilaufbahn wieder aufgeben musste. Während des Zweiten Weltkriegs half er seinen früheren Mannschaftskollegen Ignace Tax und Ferenc Odry, indem er diese nach ihrer Rückkehr von der Front zeitweise bei sich aufnahm.

## Wirken in der Nachwuchsförderung
In den 1950er-Jahren übernahm er bei der in Südfrankreich angesiedelten AS Cannes die Rolle des Jugendtrainers. Als solcher war er an der Ausbildung zahlreicher späterer Profis, darunter die Nationalspieler Vincent Estève und Charly Loubet, beteiligt. Das Traineramt behielt er bis 1980 bei und wechselte dann in die Rolle des Talentscouts beim selben Verein. 1986 entdeckte er im Rahmen eines Turniers den damals 14-jährigen Zinédine Zidane und ermöglichte diesem im Sommer 1987 die Aufnahme ins Ausbildungszentrum von Cannes. Zidane wurde später Weltmeister, Europameister und dreifacher Weltfußballer. Varraud führte den Posten als Talentscout, den er 1980 übernommen hatte, rund 20 Jahre lang aus und zog sich erst im hohen Alter davon zurück. Im Juni 2006 erlag er einer Krebserkrankung.